# رودل كاليرو
رودل كاليرو (بالإسبانية: Rudel Calero)‏ هو لاعب كرة قدم نيكاراغوي في مركز الهجوم، ولد في 20 ديسمبر 1982 في بلوفيلدز في نيكاراغوا. شارك مع منتخب نيكاراغوا لكرة القدم. أما مع النوادي، فقد لعب مع América Managua ‏.

## وصلات خارجية
- رودل كاليرو على موقع الاتحاد الدولي (مؤرشف)  (الإنجليزية)
- رودل كاليرو على موقع قاعدة بيانات كرة القدم.إي يو (الإنجليزية)
- رودل كاليرو على موقع ناشيونال فوتبول تيمز (الإنجليزية)
- رودل كاليرو على موقع Soccerway.com (الإنجليزية)
- رودل كاليرو على موقع عالم كرة القدم.نت (الإنجليزية)